# Kartalspor
Maillots
Kartalspor est un club turc de football du quartier de Kartal, situé dans İstanbul.

## Historique
- 1949 : fondation du club.

## Palmarès
- Championnat de Turquie D3 :
  - Vice-champion : 2007.

## Parcours en championnat
- Championnat de Turquie D2 : 1988-2001, 2007-
- Championnat de Turquie D3 : 1984-1988, 2001-2007

## Saison par saison
|           | I | II | Points | Journées | V  | N  | D  | b.p. | b.c. | Diff. |
| 2010-2011 |   | 13 | 34 pts | 32       | 7  | 13 | 12 | 21   | 29   | -8    |
| 2009-2010 |   | 14 | 41 pts | 34       | 11 | 8  | 15 | 32   | 43   | -11   |
| 2008-2009 |   | 12 | 41 pts | 34       | 10 | 11 | 13 | 33   | 37   | -4    |
| 2007-2008 |   | 13 | 42 pts | 34       | 10 | 12 | 12 | 52   | 57   | -5    |

Légende :
- I / II / III : division jouée
- V / N / D : victoires / matchs nuls / défaites
- b.p. / b.c. : buts pour / buts contre
- Diff : différence de buts
- Promotion dans le championnat hiérarchiquement supérieur
- Relégation dans le championnat hiérarchiquement inférieur

## Anciens joueurs
| - Olcan Adın - Servet Çetin - Volkan Demirel - Semih Kaya | - Egemen Korkmaz - Yaser Yıldız |